# António Vieira Barradas
António Vieira Barradas (1887-1954) foi um médico, tradutor e autor português dedicado a assuntos médicos.
A sua tese A Linguagem Médica de Portugal e Brasil: apontamentos e comentários para um dicionário dos Termos Técnicos de Medicina foi a obra mais significativa, apresentada à Faculdade de Medicina do Porto em Julho de 1915.

## Obras
- Nomenclatura Anatómica Portuguesa— Vocabulário Anatómico em três línguas, latim, francês e português (1910);
- Pequeno Vocabulário Ortográfico (1911);
- A Linguagem Médica de Portugal e Brasil: apontamentos e comentários para um dicionário dos Termos Técnicos de Medicina (1915)